# Rakowski Ruse
Rakowski Ruse (bułg. СК Раковски (Русе)) – bułgarski klub piłkarski, mający siedzibę w mieście Ruse, na północy kraju, działający w latach 1927–1945 i 1991–1999.

## Historia
Chronologia nazw:
- 1927: Rakowski Ruse (bułg. СК Раковски (Русе)) – po fuzji klubów Pobeda, Rusenec i Ticza
- 1945: klub rozwiązano – po fuzji z NFD Christo Botew, tworząc NFD Swoboda
- 1991: Rakowski Ruse (bułg. СК Раковски (Русе))
- 1997: Dunaw-Rakowski Ruse (bułg. ОФК Дунав-Раковски (Русе)) – po fuzji z Dunaw Ruse
- 1998: Rakowski Ruse (bułg. СК Раковски (Русе)) – po rozpadzie fuzji
- 1999: klub rozwiązano

Klub sportowy Rakowski został założony w Ruse 16 stycznia 1927 roku po zjednoczeniu trzech klubów - Pobeda (założony w 1922), Rusenec (założony w 1923) i Ticza (założony w 1924). Klub funkcjonował w dzisiejszej dzielnicy Wyzrażdane.
Pobeda razem z klubami Lewski, Napredyk, Kubrat i Angeł Kynczew startowała w pierwszych mistrzostwach Ruse 1925 roku. W 1927 po fuzji Rakowski zamienił Pobedu w pierwszej dywizji Ruse. Po dwóch sezonach w których zajmował czwarte miejsce tuż za podium, w sezonie 1928/29 został mistrzem Obwodu Sportowego Ruse, i zakwalifikował się do turnieju finałowego na szczeblu centralnym. W finałowej części mistrzostw klub w pierwszej rundzie wygrał 3:2 z Czardafonem Gabrowo, ale w ćwierćfinale przegrał 0:2 z Szipczenskim Sokołem Warna. W następnym 1930 roku jako mistrz Ruse ponownie startował w finałach, ale już w pierwszej rundzie został pokonany 6:0 przez Chan Omurtag Szumen i odpadł z dalszych rozgrywek. Potem zespół nie potrafił zakwalifikować się do finałów. 
Klub istniał samodzielnie do 9 maja 1945 roku, a potem połączył się z miejscowym klubem Christo Botew, po czym został rozwiązany. W wyniku fuzji powstał nowy klub o nazwie NFD [Narodno Fizkulturno Drużstwo] Swoboda, które wkrótce zostało wchłonięte przez Dinamo.
Na początku 1991 roku klub został reaktywowany z inicjatywy byłego piłkarza klubów Dobrudży Ruse, Dunawa Ruse i Lewskiego Sofia oraz wieloletniego reprezentanta kraju Sławi Kałczewa. Wiosną 1992 roku stał się pierwszym prywatnym klubem w Bułgarii, którego sponsorowali milioner Oskar Cankow (były zawodnik Łokomotiwu Ruse), Teodor Georgiew i inni zamożni mieszkańcy Ruse. Klub rozpoczął awansować w hierarchii rozgrywek piłkarskich. Od sezonu 1992/93 w obwodowej grupie "B" (D4) do A RFG w sezonie 1995/96, co roku wspinają się o jeden stopień wyżej. Sezon 1995/96 na najwyższym poziomie zakończył na 13.miejscu o krok ratując się przed spadkiem. W następnym sezonie został sklasyfikowany na ostatniej 16.pozycji i spadł do B RFG. Potem co roku klub spadał z ligi. W 1997 połączył się z Dunaw Ruse, występującym w trzeciej lidze, ale fuzja nie pomogła, połączony klub Dunaw-Rakowski zajął ostatnie 16.miejsce i został zdegradowany do trzeciej ligi, po czym fuzja rozpadła się. W sezonie 1998/99 zajął 13.miejsce w północno-wschodniej lidze Grupy "W", a potem został rozwiązany.

## Barwy klubowe, strój, herb, hymn
|  |  |

Klub ma barwy niebiesko-białe. Piłkarze domowe spotkania zazwyczaj grają w niebieskich koszulkach, białych spodenkach oraz niebieskich getrach.

## Sukcesy

### Trofea międzynarodowe
Do chwili obecnej klub jeszcze nigdy nie zakwalifikował się do rozgrywek europejskich.

### Trofea krajowe
| \| \| Zdobyte trofea w rozgrywkach Bułgarii (stan na: 31-05-2021) \| |                                                             |      |                     |
| Rozgrywki                                                            | Osiągnięcie                                                 | Razy | Sezon(y)            |
| · Mistrzostwo                                                        | I miejsce                                                   | 0    |                     |
| · Mistrzostwo                                                        | II miejsce                                                  | 0    |                     |
| · Mistrzostwo                                                        | III miejsce                                                 | 0    |                     |
| · Mistrzostwo                                                        | ćwierćfinalista                                             | 1    | 1929                |
| Puchar                                                               | zdobywca                                                    | 0    |                     |
| Puchar                                                               | finalista                                                   | 0    |                     |
| Puchar                                                               | 1/16 finału                                                 | 2    | 1995/96, 1996/97    |
| II liga                                                              | I miejsce                                                   | 0    |                     |
| II liga                                                              | II miejsce                                                  | 1    | 1994/95 (gr.Północ) |
| II liga                                                              | III miejsce                                                 | 0    |                     |
| Bułgaria                                                             | Zdobyte trofea w rozgrywkach Bułgarii (stan na: 31-05-2021) |      |                     |

- W RFG (III poziom):
  - mistrz (1): 1993/94 (zona Ruse)

- Gradsko pyrwenstwo na Ruse i Rusenskata sportna obłast:
  - mistrz (2): 1928/29, 1929/30

## Poszczególne sezony

### Rozgrywki międzynarodowe

#### Europejskie puchary
Nie uczestniczył w rozgrywkach europejskich.

### Rozgrywki krajowe
| \| Bułgaria \| Bilans występów klubu w rozgrywkach piłkarskich Bułgarii (Stan na 31 maja 2021 r.) \| \| |                                                                                       |        |       |   |   |   |    |    |     |                      |        |        |      |
| Poziom                                                                                                  | Rozgrywki                                                                             | Sezony | Mecze | Z | R | P | B+ | B– | Pkt | Lata                 | Awanse | Spadki | Naj. |
| I | Dyrżawno pyrwenstwo / Nacionałna futbołna diwizija / Republikansko pyrwenstwo / A PFG | 4      |       |   |   |   |    |    |     | 1929–1930, 1995–1997 | 0      | 1      | 1/4  |
| II | B RPG / Wtora PFG / Pyrwa PFL / B PFG / Wtora PFL                                     | 2      |       |   |   |   |    |    |     | 1994/95, 1997/98     | 1      | 1      | 1    |
| III | W PFG / Treta amatorska futbołna liga                                                 | 2      |       |   |   |   |    |    |     | 1993/94, 1998/99     | 1      | 1      | 1    |
| IV | Obłastna futbołna liga                                                                | 1      |       |   |   |   |    |    |     | 1992/93              | 1      | 0      | 1    |
| | Puchar Bułgarii                                                                       | 2      |       |   |   |   |    |    |     | 1995–1997            | 0      | 0      | 1/16 |
| Bułgaria                                                                                                | Bilans występów klubu w rozgrywkach piłkarskich Bułgarii (Stan na 31 maja 2021 r.)    |        |       |   |   |   |    |    |     |                      |        |        |      |

## Struktura klubu

### Stadion
Klub piłkarski rozgrywał swoje mecze domowe na stadionie Miejskim w Ruse, który może pomieścić 13.000 widzów.

## Kibice i rywalizacja z innymi klubami

### Derby
- Angeł Kynczew Ruse
- Dobrudża Ruse
- Lewski Ruse
- Łokomotiw Ruse
- Napredyk Ruse